# Giri / Haji - Dovere / Vergogna
Giri / Haji - Dovere / Vergogna (Giri / Haji) è una serie televisiva del 2019.

## Trama
Kenzo Mori, investigatore di Tokyo, si reca a Londra per cercare il fratello Yuto, accusato di avere ucciso il nipote di un membro della yakuza; nel corso delle sue ricerche incontra la detective Sarah Weitzmann, oltre a numerosi criminali dei bassifondi londinesi.

## Distribuzione
Nel Regno Unito la serie televisiva è stata distribuita a partire dal 17 ottobre 2019 su BBC Two; mentre in Italia viene distribuita su Netflix a partire dal 10 gennaio 2020.. La serie è stata cancellata nel settembre 2020.